# Olympic Real de Bangui
L'Olympic Real de Bangui és un club de futbol de la ciutat de Bangui, República Centreafricana.
El club va ser fundat el 1945. Prèviament fou conegut com a Réal Olympique Castel.

## Palmarès
- Lliga centreafricana de futbol:[3]
  - 1971, 1973, 1975, 1979, 1982, 2000, 2001, 2004, 2010, 2012, 2016, 2017
- Copa centreafricana de futbol:[4]
  - 1989, 1999